# 凯特·莫顿
凯特·莫顿（英語：Kate Morton，1976年—），生于澳大利亚昆士兰，畅销小说作家。凯特先后在伦敦圣三一学院和皇家戏剧艺术学院学习，并在昆士兰大学完成硕士学业。2007年她发表第一部小说《雾中回忆》，获得业界和读者的一致好评。凯特·莫顿的作品被翻译成33种文字，在39个国家和地区售出超1000万册，并多次获得澳大利亚书业“年度小说奖”。

## 著作
- 《雾中回忆》（The House at Riverton/The Shifting Fog）
- 《被遗忘的花园》（The Forgotten Garden）
- 《遗失的时光》（The Distant Hours）
- 《秘密的守护者》（The Secret Keeper）
- 《湖边小屋》（The Lake House）